# 貝瑟爾 (緬因州)
貝瑟爾（英語：Bethel）是一個位於美國緬因州牛津縣的鎮。

## 人口
根據2020年美國人口普查的數據，貝瑟爾的面積為170.71平方千米，當中陸地面積為167.31平方千米，而水域面積為3.39平方千米。當地共有人口2504人，而人口密度為每平方千米15人。